# Emilia Chopin
Emilia Chopin (9 de novembre de 1812 - 10 d'abril de 1827) va ser la germana petita del compositor Frédéric Chopin. De ben petita, va mostrar talent literari i artístic, però va morir el 10 d'abril de 1827, a d'edat de 14 anys. La causa probable de la mort va ser la tuberculosi.
El 1824, juntament amb el seu germà Frédéric, fou l'autora d'una comèdia en rima d'un sol acte titulada Omyłka, czyli mniemany filut  ('L'error' o 'Presumpte Joker'), que era un regal pel dia del sant del seu pare. Poc abans de la seva mort, Emilia va ajudar la seva germana Ludwika en la traducció i l'adaptació d'una novel·la alemanya de Christian Gotthilf Salzmann, publicada en polonès Ludwik i Emilka el 1828.
La mort prematura d'Emilia per tuberculosi pot haver tingut alguna influència en la música de Chopin.